# Wiesława Ziółkowska
Wiesława Ziółkowska (ur. 21 maja 1950 w Poznaniu) – polska polityk i ekonomistka, doktor habilitowany nauk ekonomicznych, posłanka na Sejm X, I i II kadencji, członek Rady Polityki Pieniężnej (1998–2004).

## Życiorys
Ukończyła w 1973 studia na Wydziale Handlowo-Ekonomicznym Akademii Ekonomicznej w Poznaniu. W 1976 uzyskała stopień doktora nauk ekonomicznych, w 1996 doktora habilitowanego. Została nauczycielem akademickim, objęła stanowisko profesora nadzwyczajnego Wyższej Szkoły Bankowej w Poznaniu. Autorka licznych publikacji i artykułów z dziedziny polityki gospodarczej i finansów.
Sprawowała mandat posłanki X kadencji z ramienia Polskiej Zjednoczonej Partii Robotniczej w okręgu Poznań-Grunwald. Przeszła z PZPR do Polskiej Unii Socjaldemokratycznej. Pełniła funkcję przewodniczącej Poselskiego Klubu Pracy i zastępczyni przewodniczącego Komisji Polityki Gospodarczej, Budżetu i Finansów. Po rozpadzie PUS stanęła na czele regionalnego ugrupowania „Wielkopolska Unia Socjaldemokratyczna”. Z utworzonego na jej bazie komitetu wyborczego „Wielkopolsce i Polsce” uzyskała mandat posłanki na Sejm I kadencji. Po połączeniu się WUS m.in. z Solidarnością Pracy została jednym z liderów Unii Pracy, z ramienia której sprawowała mandat posłanki II kadencji z okręgu poznańskiego. W latach 1998–2004 zasiadała w Radzie Polityki Pieniężnej. W 2004 bez powodzenia kandydowała do Parlamentu Europejskiego.

## Publikacje
- Finanse publiczne: teoria i zastosowanie (2002).
- Polityka budżetowa w okresie transformacji systemowej polskiej gospodarki (1995).
- System motywowania a racjonalność działania przedsiębiorstwa (1989).

## Odznaczenia
- Złoty Krzyż Zasługi (1984)[1]
- Odznaka honorowa „Za zasługi dla bankowości Rzeczypospolitej Polskiej” (2003)[2]